# 劉盛堂
劉盛堂（1860年—1923年），清朝官員。云南会泽县钟屏镇人，祖籍湖南。刘盛堂母亲与唐继尧的祖母是朱姓亲姊妹。

## 生平
劉盛堂於光緒十五年（1889年）考中己丑科三甲第31名進士；同年五月，著交吏部掣签，分发各省以知县即用。光绪十八年（1892年），任广东开平县知县。盛堂提倡實學，在當地創建鳳山書院，并捐出養廉銀購買書籍，當地學風為之大變。其為官主張從嚴治理，致力於打擊奸惡，革除冗員。又聘請陽湖人吳翊寅重修縣志，文稿方成，尚未刻印，盛堂即遭到排擠卸任。後《開平縣志》為其立傳。
”民国二年（1913年）东川士绅刘盛堂力陈六城坝可以开发。因与本县士绅陆佩金等率领凉山二十一寨夷蛮酋长，晋省谒见云南督军蔡公松坡蒙赏赐酋长军服、佩剑等物，即于年设置六城坝‘行政委员会’，以陆佩金任之。”（見於《巧家縣志稿》）

## 著作
光绪三十四年（1908年）纂修《云南地志》二卷，出版者爱国小学堂，版本为石印本。中國國家圖書館有藏。

## 家族
刘盛堂有四子：
- 长子刘尧民，1923年加入中国共产党，终生从事教育工作，曾任云南大学教授、中文系系主任。
- 次子刘治熙，1928年毕业于河北唐山交通大学土木工程系，曾任滇北矿业公司协理，同时在会泽管理楚黔中小学，并积极推广科学技术，曾在刘家祠堂自费创办东臬农场。1949年任中华人民共和国第一任会泽县民选县长、人民代表，后调云南冶金四矿工作，又调云南冶金设计院。
- 三子刘治康，实业家，1935年起任鑫泰矿业公司经理，1949年后曾任昭通地区人民代表、东川市人民代表、会泽县人民代表。1953年2月10日，云南省人民政府根据中华人民共和国《矿业暂行条例》之规定决定由西南有色局作价收买鑫泰公司，交由会泽铅锌矿收归国有。
- 幼子刘治隆，1942年云南大学毕业，为云南省设计院高级工程师。